# اللعوتة ود البر
اللعوتة ودالبر، إحدى قرى محلية الدويم بولاية النيل الأبيض، التي تقع وسط السودان تقريباً.تبعد 17 كلم غربي الدويم.

## النشاط الإقتصادي
يبلغ عدد سكان المنطقة حوالي 7000 نسمة يعمل أغلبهم بحرفتي الرعي والزراعة، كما أن هناك نسبة مقدرة منهم هاجروا إلى العمل بدول الخليج.

## أحياء القرية
(1)(الحي الغربي (الحلة الورانية)، (2) شرفولة (حي الشهيد نقيب إبراهيم سليمان), (3)الكويت ,(4) حلة أولاد فضل الله (حي الأستاذ النور الطيب)(5)حي أولاد ضو النعيم (6)أرقد فايق(ودجبرالسيد) (7) حي الشارقة (حي بلة الشهبابي).
بالقرية عدد من الأندية الرياضية أشهرها نادي السلام الذي أسس في العام 1991م، كما وتشهد القرية سنوياً إقامة دوري رياضي يجمع القرى المجاورة، ونظمت على مدار عدد من السنوات دورة محمد الزين الحاج بإشراف الشهيد / إبراهيم سليمان حمد حتى توقفت هذه الدورة برحيله، حيث كانت تشارك بها أندية قرى(العرشكول، أم جداد، الخور، هبيلة، المنارة، قوز كنينة، الصفيراية، عد العود، قوز فجر، وغيرها من القرى).
بالقرية مسيد وحفير ومسجد وضريح الشيخ محمد يوسف إدريس البر، المؤسس لها وإليه تنسب القرية ويقوم الشيخ فضل الله أحمد محمد البر مقام أبيه وجده من الرعاية والعناية بالمسيد، واسمها مشتق من نبات اللعوت Acacia Nubia المعروف في مناطق السافنا الفقيرة.
يوجد بالقرية مركز صحي ومدرستين للأساس (بنين وبنات) ومثلهما للمرحلة الثانوية.

## وصلات خارجية
http://wikimapia.org/#lat=14.0445863&lon=32.1497083&z=15&l=10&m=b&search=